# Besonders überwachtes Gleis
Als Besonders überwachtes Gleis (BüG) werden in Deutschland Gleise insbesondere in Ballungsgebieten klassifiziert, deren Schienenfahrflächenzustand nachweislich in einem bestimmten Toleranzbereich gehalten wird, um bei der Bemessung von Schallschutzmaßnahmen gemäß der zumeist als „Schall03“ bezeichneten Richtlinie zur Berechnung der Schallimissionen von Schienenwegen von geringen Quellstärken des Rollgeräusches ausgehen zu können. Das Besonders überwachte Gleis dient dazu, die Schallemission des Schienenverkehrs schon an der Quelle seines Entstehens zu mindern.

## Verfahren
Das Rollgeräusch eines Eisenbahnfahrzeugs wird erheblich von der Beschaffenheit der etwa 20 mm breiten Fahrfläche auf der Schiene bestimmt. Je geringer die Rauheit der Oberfläche in einem Wellenlängenbereich von 2,5 mm bis 250 mm, desto geringer die Schallemission, wenn sie von einem Zug befahren wird. Um die Schallemissionen zu verringern, werden Gleisabschnitte in einem besonderen Verfahren geschliffen und regelmäßig auf ihre akustische Qualität hin überprüft. Mit einem eigens dafür entwickelten Schallmesswagen wird halbjährlich das Rollgeräusch gemessen. Übertrifft das Rollgeräusch einen bestimmten Pegelwert, wird das Gleis nachgeschliffen. Die Protokolle der halbjährlichen Messfahrten werden dem Eisenbahn-Bundesamt vorgelegt.

## Rechtsgrundlage
Das Verfahren beruht auf der Richtlinie zur Berechnung der Schallimissionen von Schienenwegen (Schall 03). Für den Bereich der Deutschen Bahn AG wurde es im März 1998 durch das Eisenbahn-Bundesamt zugelassen. Bei Ausbau und Neubau von Schienenwegen werden Streckenabschnitte, die mit einem Besonders überwachten Gleis versehen sind, hinsichtlich der Schallimmission mit einem Abschlag von drei Dezibel in Ansatz gebracht.